# Российский национальный исследовательский медицинский университет имени Н. И. Пирогова
Росси́йский национа́льный иссле́довательский медици́нский университе́т и́мени Н. И. Пирого́ва (Пироговский Университет) — второй по дате основания медицинский университет в Москве, ведущий отсчёт своей истории с 1906 года. Является единственным среди медицинских вузов, которому был присвоен статус национального исследовательского университета.
Полное наименование: Федеральное государственное автономное образовательное учреждение высшего образования «Российский национальный исследовательский медицинский университет имени Н. И. Пирогова» Министерства здравоохранения Российской Федерации.
Сокращённое наименование: ФГАОУ ВО РНИМУ им. Н. И. Пирогова Минздрава России (Пироговский Университет). Кроме того, среди медицинских университетов в Москве сложилась традиция неофициального именования в порядке их основания, в связи с чем РНИМУ им. Н. И. Пирогова часто называют «вторым медом». 

## История
Родоначальником университета принято считать открытый в 1906 году медицинский факультет Московских высших женских курсов (МВЖК), которые постановлением Коллегии Наркомпроса от 16 октября 1918 года были преобразованы во 2-й Московский государственный университет (2-й МГУ).

В 1930 году медицинский факультет 2-го МГУ приказом Наркомпроса от 18 апреля 1930 года был выделен в отдельный 2-й Московский государственный медицинский институт (2-й МГМИ). В годы Великой Отечественной войны 2-й МГМИ был эвакуирован в Омск. В 1946 году 2-му МГМИ было присвоено имя Иосифа Виссарионовича Сталина, которое было убрано после XX съезда КПСС в 1956 году. Указом Президиума Верховного Совета РСФСР от 30 мая 1957 года 2-му МГМИ было присвоено имя выдающегося русского хирурга Николая Ивановича Пирогова.  

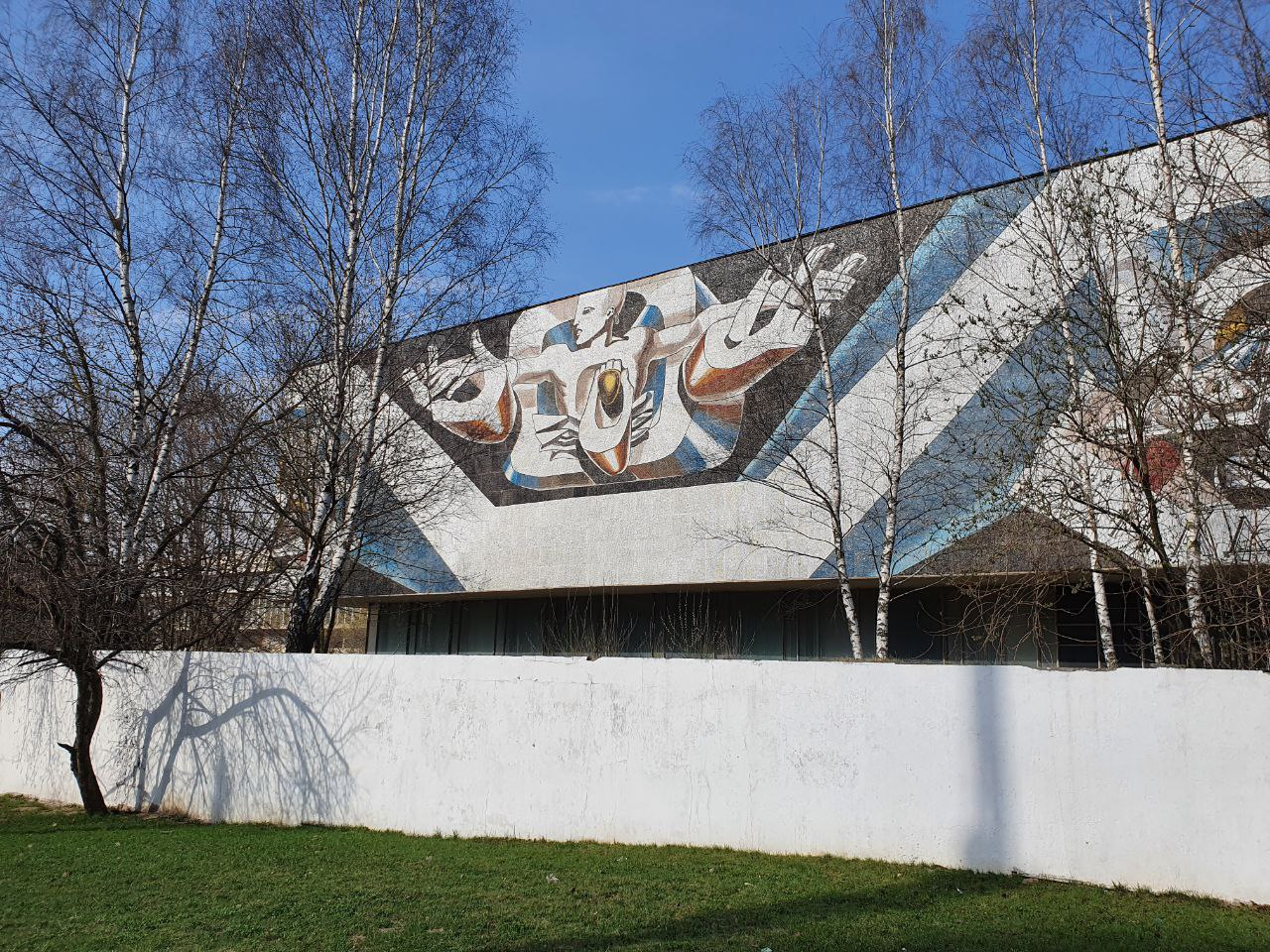
Мозаичное панно «Исцеление человека» обрамляет четыре стены Научной библиотеки РНИМУ им. Н. И. Пирогова. Художники Л. Г. Полищук и С. И. Щербинина, 1975

В связи с ростом числа студентов 2-го МГМИ им. Н. И. Пирогова и нехваткой помещений в Главном корпусе на Малой Пироговской улице с прилегающим к нему анатомическим корпусом в переулке Хользунова, в сентябре 1965 года Совмином СССР разрешено проектирование и строительство на Юго-Западе Москвы учебно-лабораторных зданий института общей площадью 15 000 м². Новое здание института с лабораторным корпусом были сооружены на правом берегу реки Очаковки (этот участок реки ныне заключён в подземную трубу), на месте ранее располагавшегося села Богородское-Воронино. Рядом с этим корпусом расположена Научная библиотека РНИМУ им. Н. И. Пирогова, которую украшает самое большое в Европе современное мозаичное панно «Исцеление человека» площадью более 2 тыс. м². Панно является объектом культурного наследия регионального значения. Панно было создано в 1975 году двумя художниками, мужем и женой Леонидом Григорьевичем Полищуком и Светланой Ивановной Щербининой. Мозаика занимает четыре стены библиотеки (каждая размером 12×44 м²).
Указом Президиума Верховного Совета СССР от 28 января 1966 года 2-й Московский государственный медицинский институт им. Н. И. Пирогова был награждён орденом Ленина.
Распоряжением Совета Министров РСФСР от 05 ноября 1991 года, а затем приказом Министерства здравоохранения РСФСР в январе 1992 года 2-й Московский ордена Ленина государственный медицинский институт им. Н. И. Пирогова (2-й МОЛГМИ им. Н. И. Пирогова) был переименован в Российский государственный медицинский университет (РГМУ). В честь 200-летия со дня рождения Николая Ивановича Пирогова в 2010 году прозвучало предложение восстановить его имя в названии университета. Во многих публикациях, стендах и веб-страницах стало упоминаться название «Российский государственный медицинский университет им. Н. И. Пирогова» («РГМУ им. Н. И. Пирогова»), которое даже было увековечено на фасаде главных зданий, однако, официально такое название университету никогда не присваивалось. Приказом Минздравсоцразвития России № 580 от 20 июня 2011 года Российский государственный медицинский университет (РГМУ) был переименован в Российский национальный исследовательский медицинский университет имени Н. И. Пирогова (РНИМУ им. Н. И. Пирогова).  

## Структура
РНИМУ им. Н. И. Пирогова — научно-образовательный медицинский центр, обеспечивающий подготовку врачей, фармацевтов, клинических психологов, социальных работников, а также медицинских научных кадров по специальностям «медицинская биохимия», «медицинская кибернетика» и «медицинская биофизика»

#### Институты
- Институт анатомии и морфологии им. акад. Ю. М. Лопухина
- Институт биологии и патологии человека
- Институт биомедицины
- Институт клинической медицины
- Институт клинической психологии и социальной работы
- Институт материнства и детства
- Институт мировой медицины
- Институт нейронаук и нейротехнологий
- Институт непрерывного образования и профессионального развития
- Институт профилактической медицины им. З.П. Соловьева
- Институт стоматологии
- Институт физиологии
- Институт фармации и медицинской химии
- Институт хирургии

#### Филиалы
В структуру РНИМУ им. Н. И. Пирогова входят следующие филиалы:
- Ташкентский филиал в Узбекистане (директор — к. б. н. Дмитрий Алексеевич Шагин). 1 июля 2021 года было подписано Постановление Президента Республики Узбекистан «Об организации деятельности филиала Российского национального исследовательского медицинского университета имени Н. И. Пирогова в городе Ташкенте». В качестве главного здания филиала было выбрано историческое здание бывшего кадетского корпуса, длительное время являвшееся главным зданием Ташкентского медицинского института.
- Российская детская клиническая больница (директор — д. м. н., проф. Елена Ефимовна Петряйкина). В 1965 году Совет Министров РСФСР принял решение «О строительстве республиканской детской клинической больницы на 1000 коек — клинической базы педиатрического факультета 2-го Московского ордена Ленина медицинского института им. Н. И. Пирогова». Строительство больницы продолжалось более 25 лет. Официальное открытие первой очереди РДКБ на 340 коек состоялось в ноябре 1985 года. В соответствии с приказом Министерства здравоохранения Российской Федерации от 12 апреля 2017 года РДКБ была присоединена к РНИМУ им. Н. И. Пирогова в качестве обособленного структурного подразделения, а в 2023 году повышена до его филиала.

## Деятельность
РНИМУ им. Н. И. Пирогова является одним из крупнейших медицинских вузов России, ежегодно выпускающий почти 2 тысячи специалистов, многие из них продолжают обучение в ординатуре и аспирантуре. Кроме того, в университете ежегодно обучается более 10 тысяч человек по программам дополнительного профессионального образования.
Кроме того, Университет оказывает медицинскую помощь населению на основании лицензии на осуществление медицинской деятельности во входящих в его структуру клинических и научно-клинических центрах. Помимо РДКБ — филиала РНИМУ им. Н. И. Пирогова это:
- Российский геронтологический научно-клинический центр (директор — д. м. н., проф. Ольга Николаевна Ткачева). В 1954 году была открыта больница при Всероссийской сельскохозяйственной выставке, позже переименованная в больницу ВДНХ. В 1991 году на её базе был организован Научно-исследовательский институт клинической и экспериментальной иммунологии (НИИКЭИ), в 1994 году переименованный в Российский научно-иссоедовательский институт клинической и экспериментальной иммунологии (РНИИКЭИ). В 1997 году РНИИКЭИ реорганизован в Научно-исследовательский институт геронтологии. В 2010 году НИИ геронтологии был реорганизован в Научно-клинический центр геронтологии и присоединён к РГМУ в качестве филиала. В 2013 году он был переименован в Российский геронтологический научно-клинический центр и понижен до обособленного структурного подразделения.
- Научно-исследовательский клинический институт педиатрии и детской хирургии им. акад. Ю. Е. Вельтищева (директор — д. м. н., проф. Дмитрий Анатольевич Морозов). Основан в 1927 году как Государственный научный институт охраны здоровья детей и подростков, который был переименован в 1940 году в Центральный научно-исследовательский педиатрический институт, а в 1965 году в Московский научно-исследовательский институт педиатрии и детской хирургии. В 2014 году был присоединён к РНИМУ им. Н. И. Пирогова как Научно-исследовательский клинический институт педиатрии им. акад. Ю. Е. Вельтищева в качестве обособленного структурного подразделения, который с 2022 года носит нынешнее название.
- Научно-исследовательский центр офтальмологии (директор — акад. РАН, д. м. н., проф. Христо Периклович Тахчиди). Создан приказом ректора РНИМУ им. Н. И. Пирогова в 2015 году.
- Стоматологическая университетская клиника. В качестве структурного подразделения не выделена.

## Репутация и Рейтинги
В 2014 году агентство «Эксперт РА», включило вуз в список лучших высших учебных заведений Содружества Независимых Государств, где ему был присвоен рейтинговый класс «D».
РНИМУ им. Н. И. Пирогова входит в список лучших медицинских вузов России в глобальном рейтинговом исследовании QS World University Rankings 2020, рассчитанном по методике британской консалтинговой компании Quacquarelli Symods.
7 ноября 2018 РНИМУ был впервые включён изданием Times Higher Education (THE) в список лучших университетов мира. ВУЗ вошёл в список по направлениям «Наука о жизни» и «Наука о медицине и здоровье», где занял позицию 601+ из 721 учебных учреждений. Изданием были оценены результаты статистического анализа деятельности, аудированных данных медвуза, результаты ежегодного глобального опроса представителей международного академического сообщества и работодателей, а также финансовые показатели РНИМУ. В 2020 году занял в этом рейтинге позицию 1001+.
В 2022 году вуз вошёл в Международный рейтинг «Три миссии университета», где занял позицию в диапазоне 501—550. Также в 2024 году занял 21 место в рейтинге RAEX «100 лучших вузов России» и 2 место в рейтинге медицинских вузов России по версии РАЭКС. 

## Критика

#### Скандал с зачислением «мёртвых душ»
В 2011 году в списках абитуриентов, рекомендованных к зачислению, оказалось множество так называемых «мёртвых душ» - несуществующих выпускников школ. В списках поступивших на бюджетные места оказались абитуриенты, якобы получившие высокие баллы по ЕГЭ, но большинства из них не оказалось в базе результатов единых госэкзаменов. Было установлено, что из списка из 709 человек, которые были рекомендованы к зачислению,  536 человек (75%) оказались не существующими людьми, что подтвердила глава Рособрнадзора Любовь Глебова. 
Схема с зачислением «мёртвых душ» использовалась для того, чтобы к третьей волне поступления остались свободные места для тех, кто имеет низкий балл по ЕГЭ. Приёмная комиссия сознательно держала места для тех, кто хотел поступить на «льготных условиях», — т. е. за взятку. 
По итогам проверки Генеральная прокуратура предложила министру здравоохранения уволить ректора вуза Николая Володина, который в 1993‑1997 годах был начальником Управления учебных заведений Министерства здравоохранения РФ. В Следственный комитет были направлены материалы для возбуждения уголовного дела по части 1 статьи 285 УК РФ (злоупотребление должностными полномочиями) и части 2 статьи 292 УК РФ (служебный подлог).

#### Репортажи
Лицо мафии. Россия 1 — 2012 
В московском медуниверситете имени Пирогова обнаружены «мертвые души».  1 канал — 2011